# Flavi Eusebi (cònsol l'any 347)
Flavi Eusebi, en llatí Flavius Eusebius, (mort l'any 350) va ser un militar i polític romà, que s'acostuma a identificar com el pare d'Eusèbia, consort de l'emperador romà Constanci II.
Nascut a la ciutat de Tessalònica i d'origen macedoni, Eusebi va ser mestre de la cavalleria, probablement sota l'emperador Constanci II. Durant el seu mandat com a comandant militar, va intervenir a Armènia, possiblement per acabar amb algunes revoltes. En retirar-se d'aquest càrrec, va tenir el rang de Comes i va ser cònsol amb Vulcaci Ruf l'any 347.
Probablement era cristià. Flavi Eusebi va tenir almenys tres fills, Flavi Eusebi, Flavi Hipaci, (tots dos van ser cònsols conjuntament l'any 359), i Eusèbia, que es va casar amb l'emperador Constanci II després de morir el seu pare.